# Sturmtief Gloria
Das Sturmtief Gloria war ein Wintersturm in Spanien und Südfrankreich im Januar 2020, der zahlreiche meteorologische Rekorde brach. Durch das Unwetter verloren 14 Menschen ihr Leben und 82 wurden verletzt. Es entstanden große wirtschaftliche Schäden.

## Meteorologischer Ablauf
Das Sturmtief begann seine meteorologische Karriere als rasch ostwärts ziehendes Nordatlantiktief und erhielt am 17. Januar 2020 vom spanischen Wetterdienst AEMET den Namen Gloria. Am 18. Januar befand es sich nordwestlich der Iberischen Halbinsel, die es in der Nacht auf den 19. Januar in südwestlicher Zugrichtung überquerte. Über England befand sich ein ausgedehntes Hochdruckgebiet mit einem zentralen Luftdruck von mehr als 1050 hPa, was den höchsten dort seit 1957 gemessenen Wert darstellte. Dieses Hoch sorgte im Zusammenspiel mit Gloria für eine sehr große Gradientkraft und damit für starke Ostwinde von Südfrankreich bis zu den Balearen, andererseits beförderte es kalte Luftmassen vom Kontinent nach Spanien. Auf dem Gebirgspass Puerto de Leitariegos in Asturien wurden am 19. Januar Windböen von 133 km/h gemessen. Bevor Gloria Spanien erreicht hatte, lagen feuchte Luftmassen subtropischen Ursprungs über der Halbinsel, die nun vom Sturmtief geleitet wurden. Das Resultat war ein Unwetter mit anhaltenden Niederschlägen, ausgiebigem Schneefall, starken Winden, rauer See und zahlreichen Blitzen.
AEMET gab für zahlreiche Regionen Spaniens Wetterwarnungen aus, speziell für Küstenregionen und den Südosten. Das eigentliche Sturmtief Gloria ging am 20. Januar über dem Mittelmeer in einem größeren Tiefdrucksystem auf, das für einige Tage wetterbestimmend über dem westlichen Mittelmeer blieb. Es sorgte für reichlich Niederschlag und Schnee bis in tiefe Lagen, im Osten Spaniens teilweise bis auf 300 Höhenmeter herab. Dabei fiel in einigen Gebieten der Provinzen Tarragona, Castellón und Teruel über ein Meter Neuschnee. In Teruel waren einige Orte von der Außenwelt abgeschnitten. Zuletzt wurden noch instabile Luftmassen vom Golf von Cádiz über die spanische Mittelmeerküste Alborán-Meer gelenkt und sorgten für anhaltenden Regen und teilweise auch Hagel in der Provinz Málaga. Am 26. Januar zog das Tief in Richtung Italien ab und war nicht mehr wetterwirksam.

## Rekorde
Im spanischen Mittelmeerraum ereignen sich seit 2017 Stürme, die sowohl hinsichtlich der aufgezeichneten Wetterdaten als auch im Vergleich mit historischen Quellen beispiellos sind. Gloria war innerhalb von neun Monaten der dritte mediterrane Sturm, der Wetterrekorde brach. Ein Sturm brachte in den fünf Tagen von 18. bis 22. April 2019 im Südosten der iberischen Halbinsel die fünffache Menge an Niederschlag eines durchschnittlichen Aprils bzw. die doppelte Niederschlagsmenge eines durchschnittlichen Frühlings in der Region. Beim Unwetter im September 2019 wurden in der Region Murcia der intensivste und weiträumigste Regen der letzten 50 Jahre registriert, in der Comarca Vega Baja del Segura in der Provinz Alicante ereigneten sich die intensivsten Niederschläge seit 1879. Auch das Sturmtief Gloria brach mehrere Rekorde.
Die Entwicklung steht im Einklang mit Warnungen, dass durch die von den Menschen verursachte Erderwärmung immer häufigere und intensivere Extremwetterereignisse auftreten können.

### Blitze
Am 21. Januar entluden sich in der Valencianischen Gemeinschaft 3035 Blitze, der höchste Wert seit Beginn der Aufzeichnungen in den 1990er-Jahren.

### Niederschlag
Zahlreiche Messstationen registrierten hohe Niederschlagswerte. In sieben Messstationen wurden von 19. bis 23. Januar mehr als 300 Liter Niederschlag gemessen. In Barx waren es gar 433 Liter, mehr als das Vierfache des sonst in einem ganzen Januar üblichen Niederschlags. Am 21. Januar wurde an mehreren Orten Niederschlagsrekordwerte aufgestellt: Am Flughafen Barcelona wurden 27 Liter in 24 Stunden gemessen, der höchste Wert seit fast 75 Jahren. In Tortosa und Daroca fiel doppelt so viel Regen wie bei den bisherigen Rekordereignissen. Durch Schneefall in Vilafranca erreichte die Schneedecke eine Höhe von 86 Zentimeter, sechs Zentimeter über dem bisherigen Maximum von 1968.

### Wellenhöhe
Mit einer signifikanten Wellenhöhe von 8,44 Metern am 20. Januar wurde ein neuer Rekord im westlichen Mittelmeer aufgestellt. Der bisherige Rekordwert lag bei 8,15 Metern und wurde 2003 erreicht. Aufgrund der Messdaten wird geschätzt, dass die höchsten Wellenhöhen mehr als 13 Meter betrugen. Am selben Tag wurde bei den Balearen mit 7,97 Metern signifikanter Wellenhöhe ein regionaler Rekord aufgestellt, der den bisherigen Rekordwert von 6,33 Metern aus dem Jahr 2017 deutlich übertraf. Eine Messboje registrierte die höchste dort je gemessene Welle mit einer Wellenhöhe von 14,2 Metern.

## Opfer
Nach einer Bilanz des spanischen Innenministeriums vom 28. Januar kamen durch das Unwetter 14 Menschen ums Leben, 82 wurden verletzt und drei waren als vermisst gemeldet. In Frankreich kamen keine Menschen zu Schaden.

## Schäden

### Spanien

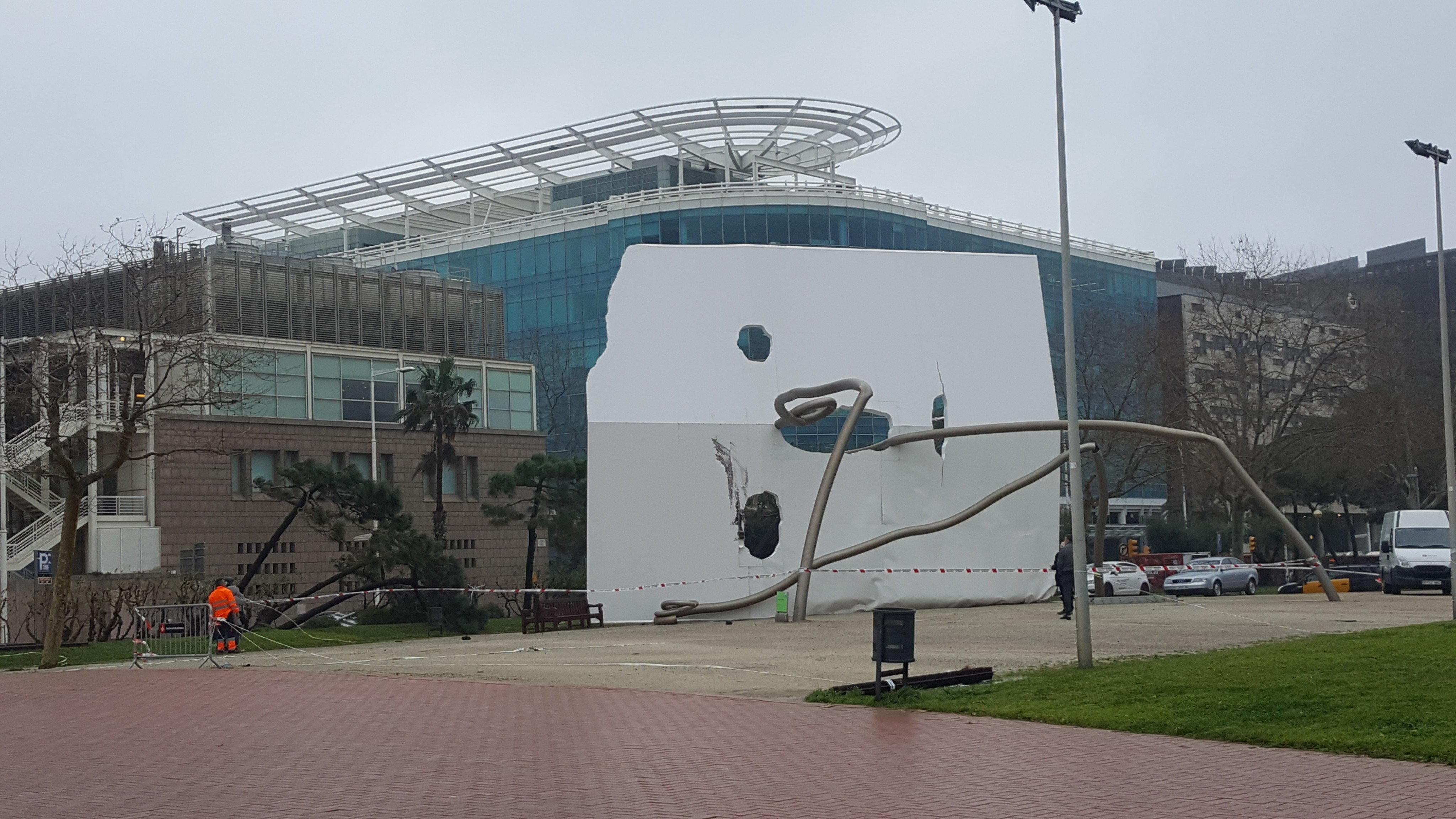
Die vom Sturm gefällte Skulptur David i Goliat in Barcelona

Das Unwetter sorgte für starke Verkehrsbehinderungen. Straßen und Bahnstrecken mussten gesperrt werden, der Betrieb in einigen Häfen wurden vorübergehend eingestellt. Es kam zu Ausfällen in Strom-, Wasser- und Mobilfunknetzen. Am 21. Januar waren vorübergehend 220.000 Menschen ohne Strom. Viele Schulen blieben geschlossen, für etwa 200.000 Schüler fiel der Unterricht aus. Zahlreiche Flüsse führten Hochwasser, teilweise kam es zu schweren Überschwemmungen. Mehrere Brücken wurden von den Wassermassen zerstört.
In Tossa de Mar und weiteren Gemeinden der Costa Brava stand vom Sturm aufgepeitschter Algenschaum meterhoch in den Straßen.
Im Ebrodelta wurden große Flächen überflutet und Reisfelder zerstört. Die Wellen der Sturmflut drangen bis zu drei Kilometer ins Landesinnere vor, das Salzwasser mindert die künftige Bodenfruchtbarkeit der überschwemmten Felder. Auch im Delta des Llobregat und im Flusstal des Tordera kam es durch Überschwemmungen und Sturmfluten zu großen Schäden in der Landwirtschaft. Felder wurden mit Schlamm bedeckt, die Ernte zerstört.
Große Schäden entstanden entlang der Mittelmeerküste. Strandpromenaden und Gebäude am Strand wurden beschädigt, in der Provinz Valencia und auf den Balearen wurden ganze Sandstrände weggespült. Jeder Strand in der Metropolregion Barcelona erlitt die schwersten Schäden seit 30 Jahren.
Aus einer Fischfarm bei L’Ametlla de Mar entkamen während des Sturms etwa 10.000 Thunfische. Fischer in der Umgebung fanden beim Fischen zahlreiche tote Thunfische und fürchten, dass die verfaulenden Fische in den Netzen ihren Fang kontaminieren könnten.
Mehr als 17.500 Haushalte hatten auch eine Woche nach dem Unwetter noch kein Leitungswasser. Brunnen und Trinkwasserleitungen wurden beschädigt, vielerorts ist das Leitungswasser verschmutzt oder mit hohen Nitratwerten belastet. In Torroella de Montgrí, wo die Trinkwasseraufbereitungsanlage überflutet und beschädigt wurde, konnte die Wasserversorgung erst nach drei Wochen wiederhergestellt werden. In Hostalric trat der Arbúcies über die Ufer und verschmutze die Brunnen. Daher hatte die 4100-Einwohner-Stadt kein Trinkwasser und muss mit Tanklastwagen versorgt werden. Das lokale Wasser musste wegen der mikrobakteriellen Belastung mit Chlor behandelt werden.
Das auf Risikomanagement spezialisierte Unternehmen Aon schätzt den finanziellen Schaden in Spanien auf mehr als 200 Millionen US-Dollar.

### Frankreich

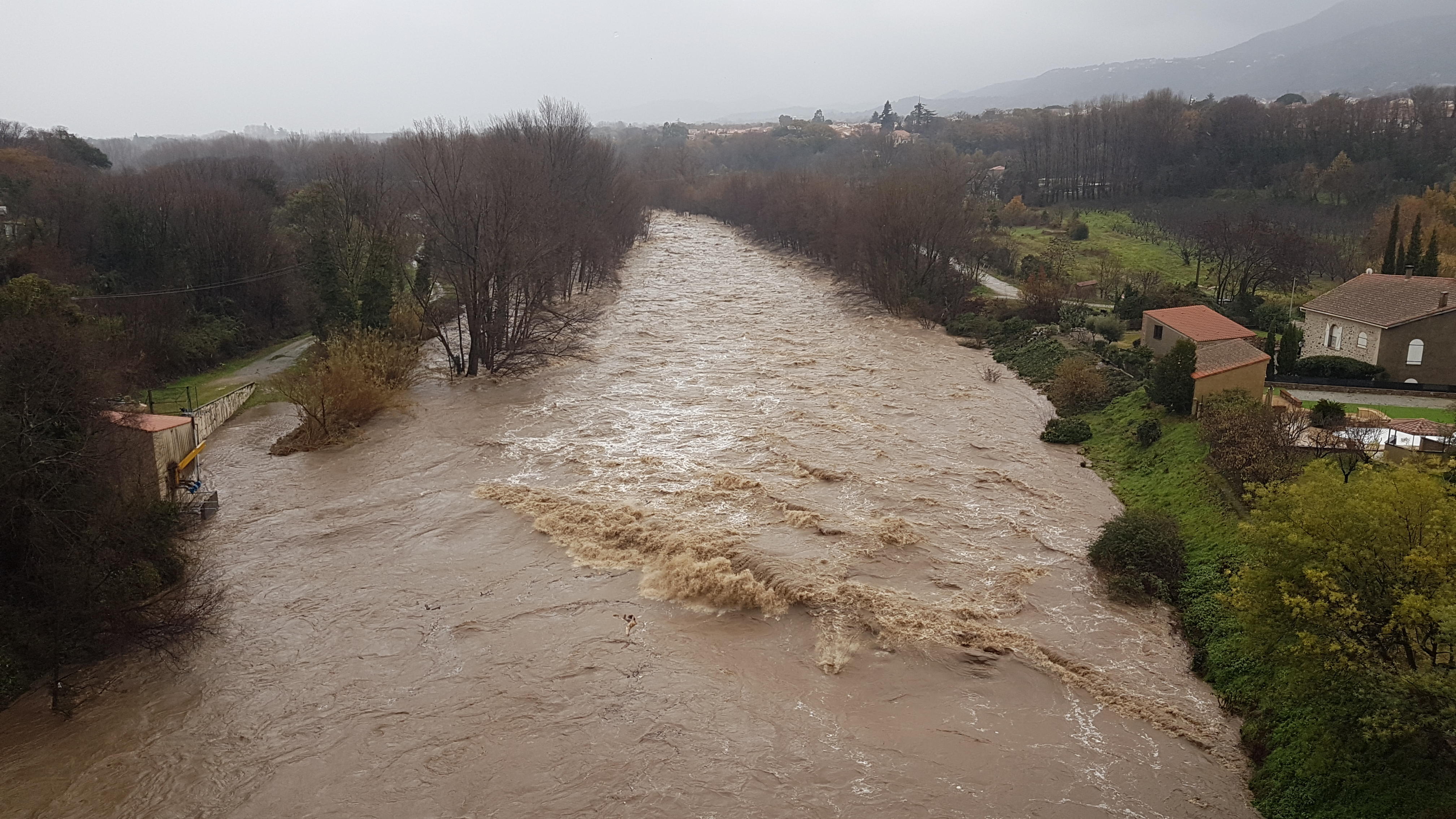
Der hochwasserführende Tech am 22. Januar

Auch in Südfrankreich machte sich das Unwetter bemerkbar, speziell im Département Pyrénées-Orientales. Die Autoroute A 9 wurde nahe der spanischen Grenze gesperrt.
Für die Flüsse Aude und Agly wurde Hochwasserwarnstufe Rot ausgegeben, die Hochwasserwarnung wurde wenig später auf die Flüsse Ariège und Hers-Vif ausgeweitet. Einsatzkräfte wurden in die Region beordert. Knapp 2000 Bewohner wurden evakuiert. Vorübergehend waren 23.000 Haushalte ohne Strom. Lokal kam es zu Überschwemmungen und Erdrutschen.
Ein von den Niederschlägen verursachter Erdrutsch blockierte einen Bewässerungskanal, dessen überlaufendes Wasser die Straße RN 116 unterspülte. Für Reparaturarbeiten musste die Strecke zwischen Fontpédrouse und Mont-Louis für mindestens drei Wochen gesperrt werden.

## Belege
1. 1 2 3  Referencia del Consejo de Ministros. In: lamoncloa.gob.es. 28. Januar 2020, abgerufen am 9. Februar 2020 (spanisch).
2. ↑  Borrasca Gloria. In: aemet.es. Abgerufen am 9. Februar 2020 (spanisch).
3. 1 2 3 4 5  La borrasca "Gloria" es el tercer temporal mediterráneo en nueve meses que bate récords históricos. In: aemet.es. 28. Januar 2020, abgerufen am 9. Februar 2020 (spanisch).
4. ↑  Tempête Gloria : «Cela pose des questions sur l’aménagement du territoire». In: leparisien.fr. 25. Januar 2020, abgerufen am 10. Februar 2020 (französisch).
5. ↑  Sam Jones: Nine dead and four missing as storm Gloria batters Spain. In: theguardian.com. 22. Januar 2020, abgerufen am 9. Februar 2020 (englisch).
6. ↑  Schon drei Tote in Spanien durch Sturm „Gloria“. In: orf.at. 21. Januar 2020, abgerufen am 9. Februar 2020.
7. ↑  Große Verwüstungen durch Sturm „Gloria“ in Spanien. In: orf.at. 23. Januar 2020, abgerufen am 9. Februar 2020.
8. ↑  Neun Tote und große Verwüstung in Spanien nach Sturmtief Gloria. In: derstandard.at. 23. Januar 2020, abgerufen am 9. Februar 2020.
9. 1 2 3  Sturm „Gloria“: Satellitenbilder zeigen überflutetes Ebro-Delta. In: orf.at. 22. Januar 2020, abgerufen am 9. Februar 2020.
10. 1 2 3  Marta Rodríguez, Ferran Bono, Marc Rovira, Susana Urra: Effects of Storm Gloria in Spain: “Recovery will be very tough”. In: elpais.com. 24. Januar 2020, abgerufen am 9. Februar 2020 (englisch).
11. ↑  Josep Catà: “El Gloria aquí pasa un poco cada año”. In: elpais.com. 6. Februar 2020, abgerufen am 9. Februar 2020 (spanisch).
12. ↑  Zahlreiche Strände in Mallorca nach Unwetter ohne Sand. In: nau.ch. 7. Februar 2020, abgerufen am 9. Februar 2020.
13. ↑  Marc Rovira: El temporal Gloria causó la fuga de 10.000 atunes de una granja marina de l’Ametlla. In: elpais.com. 4. Februar 2020, abgerufen am 9. Februar 2020 (spanisch).
14. ↑  Marta Rodríguez: Más de 17.500 hogares siguen sin agua una semana después del temporal. In: elpais.com. 28. Januar 2020, abgerufen am 9. Februar 2020 (spanisch).
15. ↑  Torroella i l'Estartit recuperen el subministrament d'aigua potable després de gairebé tres setmanes. In: diaridegirona.cat. 11. Februar 2020, abgerufen am 5. September 2020 (katalanisch).
16. ↑  Global Catastrophe Recap: January 2020. (Seite nicht mehr abrufbar, festgestellt im Mai 2024. Suche in Webarchiven)  Info: Der Link wurde automatisch als defekt markiert. Bitte prüfe den Link gemäß Anleitung und entferne dann diesen Hinweis. (PDF; 606 kB) In: aonbenfield.com. 6. Februar 2020, abgerufen am 11. Februar 2020 (englisch).
17. ↑  Tempête Gloria: 4 départements en vigilance rouge et orange, plus de 1500 évacuations. In: bfmtv.com. 22. Januar 2020, abgerufen am 9. Februar 2020 (französisch).
18. ↑  Fabrice Dubault: Tempête Gloria : l'Agly en alerte rouge, 1.500 riverains du fleuve évacués dans les Pyrénées-Orientales. In: francetvinfo.fr. 22. Januar 2020, abgerufen am 9. Februar 2020 (französisch).
19. ↑  Tempête Gloria : près de 2 000 habitants évacués dans le sud de la France. In: lemonde.fr. 23. Januar 2020, abgerufen am 9. Februar 2020 (französisch).
20. ↑  Emma Derome: EN IMAGES. Inondations dans l'Aude et les Pyrénées-Orientales au troisième jour de la tempête Gloria. In: francetvinfo.fr. 23. Januar 2020, abgerufen am 9. Februar 2020 (französisch).
21. ↑  Joane Mériot: RN116 dans les Pyrénées-Orientales : pas de réouverture annoncée avant 3 semaines. In: francetvinfo.fr. 6. Februar 2020, abgerufen am 9. Februar 2020 (französisch).